# Philipp Ablinger
Philipp Ablinger (* 11. November 2001 in Linz) ist ein österreichischer Fußballspieler.

## Karriere
Ablinger begann seine Karriere beim ASKÖ Blaue Elf Linz. Zur Saison 2013/14 wechselte er in die Jugend des FC Pasching. Ab der Saison 2014/15 spielte er in der Jugend des LASK. Zur Saison 2015/16 kam er in die AKA Linz.
Im September 2017 spielte zudem erstmals für die Amateure seines Stammklubs FC Blau-Weiß Linz in der sechstklassigen Bezirksliga. Im Mai 2019 stand er gegen den SK Vorwärts Steyr erstmals im Profikader, kam jedoch zu keinem Einsatz. Mit den Amateuren stieg er 2019 in die Landesliga auf. Zur Saison 2019/20 rückte er fest in den Profikader der Linzer.
Sein Debüt in der 2. Liga gab er im August 2019, als er am fünften Spieltag jener Saison gegen den SK Austria Klagenfurt in der 67. Minute für Oliver Filip eingewechselt wurde. Bis Saisonende kam er zu zehn Zweitligaeinsätzen für die Linzer. Zur Saison 2020/21 wurde er an den Ligakonkurrenten SK Vorwärts Steyr verliehen. Während der Leihe absolvierte er 22 Partien für die Steyrer, in denen er zwei Tore erzielte. Im Juni 2021 wechselte er fest zu Vorwärts und erhielt einen bis Juni 2023 laufenden Vertrag. In der Saison 2021/22 kam er bis zur Winterpause achtmal zum Einsatz, zudem spielte er fünfmal für die Reserve der Steyrer. Im Jänner 2022 wurde er an die fünftklassige Union Dietach verliehen. Für Dietach kam er zu zwölf Einsätzen in der Landesliga. Zu Saisonende stieg er mit der Mannschaft in die OÖ Liga auf.
Zur Saison 2022/23 kehrte Ablinger nicht nach Steyr zurück, sondern wechselte zum Regionalligisten WSC Hertha Wels.

## Persönliches
Sein Zwillingsbruder Mathias ist ebenfalls Fußballspieler.